# Anton Sabel
Anton Sabel (* 15. Oktober 1902 in Neuwied; † 5. Januar 1983 in Fulda) war ein deutscher Politiker der CDU.

## Leben und Beruf
Sabel wurde als Sohn eines Arbeiters geboren. Nach seiner Schulzeit erlernte er den Beruf des Schreiners und ging nach dem Abschluss auf eine fünfjährige Gesellen-Wanderschaft. Schon früh engagierte er sich gewerkschaftlich. Er fand eine Anstellung bei den Christlichen Gewerkschaften, Zentralverband der christlichen Holzarbeiter, zuletzt als Bezirksleiter in Frankfurt. Nach dem Verbot der Gewerkschaften 1933 arbeitete er als Fürsorger der Caritas und leitete den Caritas-Holzplatz, auf dem bis zu 20 arbeitslose Frankfurter ca. 35.000 Zentner Brennholz für sozial schwache Haushalte zu verarbeiten hatten. Von 1941 bis zum Kriegsende war er als Soldat im Kriegseinsatz. Nach der Rückkehr aus der Gefangenschaft arbeitete er wieder für den Caritasverband Frankfurt und wurde 1947 Leiter des Fuldaer Arbeitsamtes. Ab dem 16. September 1957  bis zu seiner Pensionierung 1968 war Sabel Präsident der Bundesanstalt für Arbeitsvermittlung und Arbeitslosenversicherung.
Bekannt wurde er während seiner Amtszeit durch den sogenannten „Sabel-Turm“, womit Rücklagen der Arbeitslosenversicherung in Höhe von 6,6 Milliarden Mark bezeichnet wurden. In dieser Zeit war ein historischer Tiefststand der Arbeitslosenzahlen zu verzeichnen: beispielsweise im Jahre 1965 von 0,7 Prozent bzw. 147 000 Arbeitslosen bei 648 000 offenen Stellen.
Sabel führte in seiner Amtszeit das so genannte „Schlechtwettergeld“ ein und begann mit der Anwerbung ausländischer Arbeitnehmer. Auf die Frage, ob mit der Türkei ein Anwerbe-Abkommen geschlossen werden solle, äußerte er, arbeitsmarktpolitisch sei eine Vereinbarung in keiner Weise notwendig. Allerdings könne er nicht beurteilen, „wie weit sich die Bundesrepublik einem etwaigen solchen Vorschlag der türkischen Regierung verschließen kann, da die Türkei ihre Aufnahme in die EWG beantragt hat und als NATO-Partner eine nicht unbedeutende politische Stellung einnimmt.“ So kam es insbesondere durch Druck aus dem Ausland zum Abschluss eines Anwerbe-Abkommens im Zwei-Jahres-Wechsel-Turnus.
Für seine Verdienste erhielt Sabel hohe Auszeichnungen. Er war Träger des Großen Verdienstordens mit Stern und Schulterband. Außerdem erhielt er die höchsten Auszeichnungen Italiens und Orden Spaniens, Griechenlands und Marokkos.

## Abgeordneter
Sabel gehörte als im Wahlkreis Fulda direkt gewählter Abgeordneter dem Deutschen Bundestag seit dessen erster Wahl 1949 bis zum 16. September 1957 an. Er war während dieser Zeit Vorsitzender des Bundestagsausschusses für Arbeit. In diesem Gremium wurden das Mitbestimmungsgesetz für die Kohle- und Stahlindustrie, das Betriebsverfassungsgesetz und das Gesetz zur Einrichtung der Bundesanstalt für Arbeitsvermittlung entwickelt.
Bei seiner Berufung zum Präsidenten der Bundesanstalt für Arbeitsvermittlung und Arbeitslosenversicherung legte er sein Abgeordnetenmandat nieder.